# Вайдман, Йенс
Йенс Вайдман (нем. Jens Weidmann, 20 апреля 1968, Золинген) — президент Немецкого федерального банка и член правления Европейского центрального банка, консультант канцлера Ангелы Меркель. Председатель совета директоров Банка международных расчётов (ноябрь 2015 — декабрь 2021).
В 1997 году получил докторскую степень (Dr. rer. pol.) по экономике в Боннском университете.
Работал в Банке Франции и Национальном банке Руанды, а также в МВФ (1997—1999). В 2003 году работал в Экспертном совете для определения общеэкономического развития Германии, в 2004—2006 в Бундесбанке.
В 2006—2011 был советником немецкого канцлера.
С 1 мая 2011 президент Немецкого федерального банка. В числе его заслуг называют высокие показатели Германии в годы кризиса еврозоны.